# شون هنري (نحات)
شون هنري (بالإنجليزية: Sean Henry)‏ هو نحات بريطاني، ولد في 1965 في ووكينغ في المملكة المتحدة.